# Louis De Dobbeleer
Karel Lodewijk (Louis) De Dobbeleer (Onze-Lieve-Vrouw-Lombeek, 8 november 1885 - Ukkel, 13 mei 1963) was een Belgisch politicus. Hij was burgemeester van Schepdaal.

## Levensloop
De Dobbeleer was schoolhoofd en landmeter.
In 1953 werd hij aangesteld als burgemeester van Schepdaal. Zelf werd hij na zijn dood opgevolgd door Victor Valkeniers.